# Doganovo
Doganovo (bulgariska: Доганово) är ett distrikt i Bulgarien.   Det ligger i kommunen Obsjtina Elin Pelin och regionen Sofijska oblast, i den västra delen av landet, 30 km öster om huvudstaden Sofia.
I omgivningarna runt Doganovo växer i huvudsak lövfällande lövskog. Runt Doganovo är det ganska glesbefolkat, med 31 invånare per kvadratkilometer.